# Gran Premio Miguel Indurain 2013
Il Gran Premio Miguel Indurain 2013, cinquantasettesima edizione della corsa e quindicesima con questa denominazione, valida come evento dell'UCI Europe Tour 2013 categoria 1.HC, si svolse il 30 marzo 2013 su un percorso di circa 179,3 km. Fu vinto dallo sloveno Simon Špilak, che terminò la gara in 4h50'46",alla media di 37,03 km/h.
All'arrivo 62 ciclisti portarono a termine il percorso.

## Squadre e corridori partecipanti
| N.      | Cod. | Squadra                           |
| ------- | ---- | --------------------------------- |
| 1-8     | KAT  | Katusha Team                      |
| 11-20   | MOV  | Movistar Team                     |
| 21-30   | EUS  | Euskaltel-Euskadi                 |
| 31-39   | GRS  | Garmin-Sharp                      |
| 41-48   | CAN  | Cannondale Pro Cycling            |
| 51-58   | TST  | Team Saxo-Tinkoff                 |
| 61-70   | CJR  | Caja Rural                        |
| 71-78   | COL  | Colombia                          |
| 81-90   | EUK  | Euskadi                           |
| 91-100  | BUR  | Burgos BH-Castilla y León         |
| 101-108 | OPM  | Optum by Kelly Benefit Strategies |
| 111-118 | LOK  | Lokosphinx                        |
| 121-130 | CO4  | 4-72 Colombia                     |
| 131-140 | ARG  | Argentina                         |

## Ordine d'arrivo (Top 10)
| Pos. | Corridore          | Squadra       | Tempo    |
| ---- | ------------------ | ------------- | -------- |
| 1    | Simon Špilak       | Katusha Team  | 4h50'46" |
| 2    | Igor Antón         | Euskaltel     | a 1'32"  |
| 3    | Peter Stetina      | Garmin-Sharp  | a 1'34"  |
| 4    | Alejandro Valverde | Movistar Team | a 1'49"  |
| 5    | Giampaolo Caruso   | Katusha Team  | s.t.     |
| 6    | Roman Kreuziger    | Saxo-Tinkoff  | a 1'54"  |
| 7    | Danail Petrov      | Caja Rural    | s.t.     |
| 8    | Alberto Losada     | Katusha Team  | s.t.     |
| 9    | Daniele Ratto      | Cannondale    | a 1'57"  |
| 10   | Ángel Vicioso      | Katusha Team  | a 1'58"  |